# Volkswagen Challenger 2011
Il Volkswagen Challenger 2011 è stato un torneo professionistico di tennis maschile giocato sul sintetico indoor. È stata la 18ª edizione del torneo, che fa parte dell'ATP Challenger Tour nell'ambito dell'ATP Challenger Tour 2011. Si è giocato a Wolfsburg in Germania dal 21 al 27 febbraio 2011.

## Partecipanti

### Teste di serie
| Giocatore   | Nazionalità          | Ranking* | Testa di serie |
| ----------- | -------------------- | -------- | -------------- |
| Germania    | Daniel Brands        | 78       | 1              |
| Lussemburgo | Gilles Müller        | 90       | 2              |
| Belgio      | Olivier Rochus       | 108      | 3              |
| Paesi Bassi | Jesse Huta Galung    | 112      | 4              |
| Belgio      | Steve Darcis         | 125      | 5              |
| Germania    | Andreas Beck         | 131      | 6              |
| Russia      | Aleksandr Kudrjavcev | 141      | 7              |
| Serbia      | Ilija Bozoljac       | 145      | 8              |

- Ranking al 14 febbraio 2011.

### Altri partecipanti
Giocatori che hanno ricevuto una wild card:
- Victor Baluda
- Jaan-Frederik Brunken
- Peter Gojowczyk
- Wang Yeu-tzuoo

Giocatori passati dalle qualificazioni:
- Andre Begemann
- Farruch Dustov
- Dieter Kindlmann
- Stefan Seifert

## Campioni

### Singolare
Ruben Bemelmans ha battuto in finale  Dominik Meffert con il punteggio di 6(8)–7, 6–4, 6–4

### Doppio
Matthias Bachinger /  Simon Stadler hanno battuto in finale  Dominik Meffert /  Frederik Nielsen con il punteggio di 3–6, 7–6(3), [10–7]